# Terry Leibel
Terry Leibel es una jinete canadiense que compitió en la modalidad de salto ecuestre. Ganó una medalla de plata en los Juegos Panamericanos de 1979, en la prueba por equipos.

## Palmarés internacional
| Juegos Panamericanos | Juegos Panamericanos   | Juegos Panamericanos | Juegos Panamericanos |
| Año                  | Lugar                  | Medalla              | Categoría            |
| -------------------- | ---------------------- | -------------------- | -------------------- |
| 1979                 | San Juan (Puerto Rico) | Medalla de plata     | Por equipos          |